# Asbjørn Berg-Hansen
Asbjørn Berg-Hansen (14. september 1912 – 28. januar 1998) var en norsk bokser som deltog under Sommer-OL 1936.

## Personligt
Asbjørn blev født og arbejdede i Oslo som elektriker.

## Amatørkarriere
Norges mest succesfulde fluevægts-bokser, vandt otte nationale mesterskaber mellem 1936 og 1950 (ingen mesterskaber blev afholdt under krigen) – syv i vægtklassen fluevægt, og en i bantamvægt.

## Olympiske resultater
I 1936 deltog han i vægtklassen fluevægt hvor han tabte i runde 16.
- Besejrede Alfred Russell (UK) points
- Tabte til Louis Laurie (USA) points

## Meritter
Norges bokseforbunds guldur, NBF's fortjenestes-medalje, NBF's æresmedalje, Kongepokalen for fluevægtsboksning og bantamboksning.

## Trivia
Han deltog i den første officielle boksekamp mellem England og Norge den 8. december, 1935 i Colosseum; hans modstander var Alfred Russell, som han mødte igen under Sommer-OL.